# تئون
تئون ازمیری (به یونانی: Θέων ο Σμυρναίος) فیلسوف افلاطونی یونانی بود که احتمالاً در ۱۲۷ - ۱۳۲ میلادی در ازمیر پرآوازه بود.
او تألیفی داشت با عنوان در باب معلومات ریاضی که برای فهم آثار افلاطون لازم است، شامل پنج جزء: (۱) حساب، (۲) هندسهٴ مسطحه‌، (۳) اندازه‌گیری حجم‌ها، (۴) نجوم، (۵) موسیقی. اجزای ۲ و ۳ گم شده‌است، هم‌چنین جزء ۵ که مربوط است به هارمونی‌ِ افلاک، ولی مطالعه‌ای را که او از جنبهٴ ریاضی در موسیقی کرده و (در تحریر بیزانسی) ضمیمهٴ جزء اول است، در دست داریم.
او در ۱۲۷، ۱۲۹، ۱۳۰ و ۱۳۲ میلادی به رصد کردن تیر و ناهید پرداخت، که بطلیموس آن‌ها را ثبت کرده‌است و آورده است که تیر و ناهید به گرد خورشید می‌گردند، زمین مرکز عالم است، ولی خورشید قلب آن است.
او همچنین در آثارش قدیم‌ترین اشاره به مربع وفقی (غیر از آنچه در چین مرسوم بود) را دارد.